# Dennis Hopper
Dennis Hopper (17. května 1936 – 29. května 2010) byl americký fotograf, malíř, sochař, herec a režisér, který proslul filmem Bezstarostná jízda, ve kterém si zahrál jednu z hlavních rolí a který i sám režíroval.

## Film
Kromě Bezstarostné jízdy (1969) hrál např. ve filmech Hráči z Indiany (1986), Modrý samet (1986), Nebezpečná rychlost (1994) a Vodní svět (1995).

## Fotografie a umění
Byl také plodný fotograf, malíř a sochař.
Jeho fotografie jsou známé díky portrétům ze šedesátých let 20. století. Jeho malířský styl se pohybuje od abstraktního impresionismu až po fotografický realismus a často obsahují odkazy na jeho filmové práce a práce dalších umělců.
Po vyloučení z hollywoodských filmových studií v šedesátých letech se začal věnovat fotografii. První fotoaparát dostal od své první ženy Brooke Haywardové. Během tohoto období vytvořil obal pro album River Deep – Mountain High dua Ike & Tina Turner (vydané roku 1966).
Začal pracovat jako malíř obrazů a básník a v šedesátých letech působil také jako sběratel umění a zajímal se zejména o pop art. Jedno z prvních uměleckých děl, které zakoupil za 75 dolarů, byl jeden z prvních tisků Andyho Warhola Campbell's Soup Cans (Campbellova kondenzovaná rajčatová omáčka v plechovce).
V březnu 2010 byl pozván na zahajovací inaugurační program Jeffreyho Deitche v instituci Museum of Contemporary Art (MOCA) v Los Angeles. V dubnu Deitch potvrdil, že některé Hopperovy práce, sestavené Julianem Schnabelem, budou prvním veřejným vystoupením v MOCA.
V květnu téhož roku oznámil americký spisovatel Tom Folsom, že o něm napíše knihu Hopper: A Savage Journey to the Heart of the American Dream (Divoká cesta do srdce amerického snu). Podtitul je přímým odkazem na knihu Huntera S. Thompsona s názvem Fear and Loathing in Las Vegas (Strach a hnus v Las Vegas).

## Osobní život
Hopper byl pětkrát ženatý, měl tři dcery a syna. Rekordně krátké bylo jeho manželství se zpěvačkou a herečkou Michelle Phillips uzavřené na podzim roku 1970, které vydrželo 9 dní.